# Константин Мицотакис
Константин Мицотакис (грч. Κωνσταντίνος Μητσοτάκης; Халепа, 18. октобар 1918 — Атина, 29. мај 2017) био је грчки политичар и бивши премијер Грчке. Био је такође кратко министар спољних послова.
Дипломирао је права и економију на Универзитету у Атини. Имао је четворо деце, његова ћерка је грчка политичарка Дора Бакојани, као и актуелни председник владе Грчке Киријакос Мицотакис.